# Convento de Santo António (Sertã)

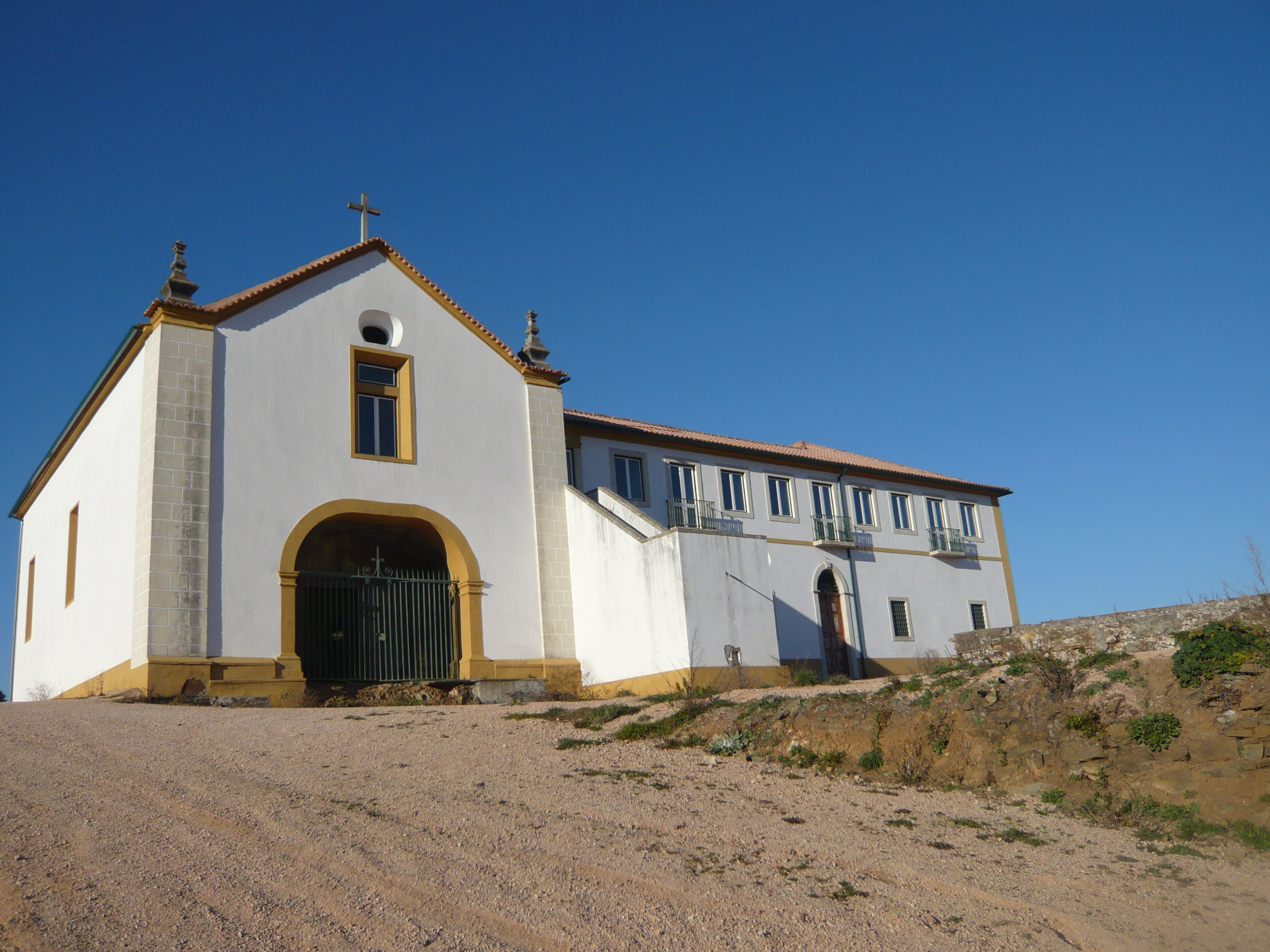
O Convento de Santo António, ao fundo da Alameda da Carvalha, ao fim da tarde, sob um céu azul.

O Convento de Santo António, na Sertã localiza-se ao fundo da alameda da Carvalha. Pertencia aos frades capuchos reformados.
O convento foi fundado por frei Cristóvão de São José, um natural da vila, e frei Manuel de Santa Maria, o provincial da ordem dos Capuchos, em 8 de Julho de 1635.
Foi D. Fernando, Grão Prior do Priorado do Crato que deu a ordem para a sua edificação. Sendo a igreja concluída entre 1643 e 1645. Albergou uma escola por iniciativa da Rainha D. Maria.

Em 1834 extinguiram-se as ordens religiosas e o convento passou a propriedade camarária e aí funcionaram algumas repartições públicas.  A determinda altura, alienou-o à família de José Relvas, mas voltou à posse da Câmara Municipal. Durante parte do século XX esteve ali instalado o quartel da Guarda Nacional Republicana.